# ESO 179-13
ESO 179-13, detta Kathryn's Wheel, appare come un sistema di galassie interagenti formato da una galassia spirale barrata classificata come SB(s) (edge on cioè vista di taglio) ed una galassia irregolare. Nota fin dal 1974, è stata più volte indagata negli anni successivi. Nel 2001 Patrick A. Woudt e Renée C. Kraan-Korteweg denominarono le due componenti principali rispettivamente come WKK 7460 e WKK 7463, identificando anche un terzo piccolo componente chiamato WKK 7457.
Le galassie ad anello collisionali si formano a seguito dello scontro frontale tra una galassia più piccola che passa attraverso il centro, o in prossimità di questo, di una galassia più grande. L'onda d'urto travolge ed espelle il gas dal sistema, di solito lasciando una galassia povera di gas.
Mentre gli eventi di formazione stellare derivanti dalle collisioni galattiche possono essere molto comuni, le spettacolari galassie a ruota di carro, che mostrano anelli completi (ma non necessariamente con raggi evidenti), sembrano essere molto rare.
Nell'agosto 2015 un team di astronomi guidato da Quentin Parker dell'Università di Hong Kong e Abert Zijlstra dell'Università di Manchester hanno pubblicato su Monthly Notices of the Royal Astronomical Society la scoperta di un anello situato intorno alla galassia spirale del sistema ESO 179-13. Per l'osservazione è stato impiegato l'UK Schmidt Telescope in Australia. L'anello individuato è il prodotto dei processi di interazione tra le due galassie del sistema che ha innescato una notevole attività di formazione stellare.
La rilevanza della scoperta è legata soprattutto al fatto che è il primo oggetto del genere scoperto in una porzione di Universo abbastanza vicina, in termini astronomici, alla nostra Via Lattea.
Il soprannome Kathryn's Wheel deriva sia da Catherine wheel, un tipo di fuoco d'artificio (girandola) sia dal nome della moglie di Abert Zijlstra.